# Vil·la Ramona (Juneda)
La Vil·la Ramona és una casa gòtica de Juneda (Garrigues) inclosa a l'Inventari del Patrimoni Arquitectònic de Catalunya.

## Descripció
És un habitatge unifamiliar que ha perdut part del seu encant original en ser aixecat un pis superior, per damunt la línia de cornisa, de distint material i sense cap interès arquitectònic, en contrast amb la resta de la façana. Aquesta és de pedra, de carreus ben tallats, de diverses mides dins una regularitat, notant-se restes de ciment fruit d'intervencions posteriors.
Destaca pel seu clàssic portal adovellat amb motiu escultòric i escut, molt deteriorat, en la pedra central. El pis superior és representat per una finestra renaixentista amb motllura decorativa dentada, ampit i la data 1563 incisa. Les golfes, afegides, són fetes d'obra i arrebossat. La coberta és a un pendent i de teula.

## Història
Fou construïda el 1563, segons la inscripció d'una llinda de finestra. Damunt del portal hi ha una rajola on posa Vil·la romana, aquest és un afegit dels propietaris de la casa.